# Katharina Hartwell
Katharina Hartwell (* 20. März 1984 in Köln) ist eine deutsche Schriftstellerin.

## Leben
Hartwell wurde 1984 in Köln geboren. Sie studierte Anglistik, Amerikanistik und Gender Studies in Frankfurt am Main. Seit 2010 erfolgt ihr Studium am Deutschen Literaturinstitut Leipzig. 2013 war Katharina Hartwell Sylter Inselschreiberin und Stipendiatin am Literarischen Colloquium Berlin. Der Text Das Fremde Meer, eine Liebesgeschichte in zehn verschiedenen Variationen und Genres, ist ihr Debüt-Roman.

## Auszeichnungen
- 2006: Wettbewerbssiegerin Junges Literaturforum Hessen-Thüringen
- 2009: MDR-Literaturpreis, für die Kurzgeschichte Aber man hat ja noch den Sicherheitsgurt.[6]
- 2011: Aufenthaltsstipendium im Künstlerdorf Schöppingen
- 2013: Sylter Inselschreiberin, für die Erzählung Jesper kommt zurück.[7]
- 2013: Hallertauer Debütpreis
- 2014: Phantastik-Literaturpreis Seraph, „Bestes Debüt“, für Das fremde Meer
- 2015: Würth-Literaturpreis, 1. Preis, für Konstantin West und ich schauen uns eine Wohnung an, in die wir niemals einziehen werden[8]
- 2016: Harder Literaturpreis für Das Foto der Katze in der Wohnung des toten Mannes
- 2019: Stipendium der Berliner Senatsverwaltung für Kultur und Europa[9]

## Werke
- Schwund. Hosentaschengeschichte #020. Hosentaschenverlag Hannover 2010, ISBN 978-3-94193819-9.
- Im Eisluftballon. Erzählungen. Poetenladen Leipzig 2011, ISBN 978-3-94069122-4.
- Das Fremde Meer. Roman. Berlin Verlag, Berlin 2013, ISBN 978-3-82701137-4.[10][11]
- Der Dieb in der Nacht. Roman. Berlin Verlag, Berlin 2015, ISBN 978-3-8270-1279-1.[12]
- Die Silbermeer-Saga. Der König der Krähen. Roman. Loewe-Verlag 2020, ISBN 978-3-7432-0366-2.
- Die Silbermeer-Saga. Die Fließende Karte. Roman. Loewe-Verlag 2020, ISBN 978-3-7432-0367-9.
- Große Lieben. Roman. Berlin Verlag, Berlin 2025, ISBN 978-3-8270-1501-3.